# Blue Earth
Blue Earth è una città degli Stati Uniti d'America, situata in Minnesota, nella contea di Faribault, della quale è il capoluogo.